# Indian-Airlines-Flug 113
Der Indian-Airlines-Flug 113 (Flugnummer IC113) war ein Inlandsflug der Fluggesellschaft Indian Airlines vom Flughafen Bombay zum Ahmedabad Sardar Vallabhbhai Patel International Airport. Am 19. Oktober 1988 wurde auf diesem Flug eine Boeing 737-2A8 mit dem Luftfahrzeugkennzeichen VT-EAH bei Nebel kurz vor der Landung gegen einen Strommast geflogen und stürzte zu Boden. Bei dem Unfall kamen 133 Menschen ums Leben, nur zwei überlebten.

## Flugzeug
Bei dem verunglückten Flugzeug handelte es sich um eine Boeing 737-2A8, die zum Zeitpunkt des Unfalls 17 Jahre und 11 Monate alt war. Die Maschine wurde im Werk von Boeing in Renton, Washington montiert und absolvierte am 24. November 1970 ihren Erstflug, ehe sie im Dezember desselben Jahres neu an Indian Airlines ausgeliefert wurde. Das Flugzeug trug die Werksnummer 20481, es handelte sich um die 271. Boeing 737 aus laufender Produktion. Die Maschine wurde mit dem Luftfahrzeugkennzeichen VT-EAH zugelassen. Das zweistrahlige Schmalrumpfflugzeug war mit zwei Triebwerken des Typs Pratt & Whitney JT8D-9A ausgestattet. Zum Zeitpunkt des Unfalls hatte die Maschine 42.831 Betriebsstunden bei 47.647 Starts und Landungen absolviert.

## Besatzung und Passagiere
Es war eine sechsköpfige Besatzung an Bord, bestehend aus Flugkapitän, Erstem Offizier und vier Flugbegleitern. Für den Flug nach Ahmedabad hatten 129 Passagiere an Bord der Maschine Platz genommen, darunter 124 Erwachsene und 5 Kinder.

## Unfallhergang
Der Flug sollte um 5:45 Uhr Ortszeit vom Flughafen Bombay starten, verspätete sich jedoch um 20 Minuten, da ein Fluggast nicht erschienen war. Die Maschine startete um 6:05 Uhr in Bombay und um 6:20 Uhr kontaktierte die Besatzung die Flugsicherung in Ahmedabad. Ihr wurden daraufhin die um 5:40 Uhr erhobenen Wetterdaten mitgeteilt und um 6:25 Uhr nochmals die Wetterdaten von 6:10 Uhr, aus denen hervorging, dass sich die Sicht von 6 auf 3 Kilometer verringert hatte. Um 6:32 Uhr wurde die Freigabe zum Sinkflug auf 15.000 Fuß (ca. 4570 Meter) erteilt. Die Besatzung erhielt die Anweisung, sich zu melden, sobald sie das Drehfunkfeuer in Ahmedabad überfliegt. Es war neblig bei Sichtweiten von 2000 Metern. Die Luftaufsicht gab einen virtuellen Druck von 1010 mbar an die Besatzung durch, der durch diese korrekt wiedergegeben wurde.
Der Kapitän beschloss, einen Instrumentenanflug auf Landebahn 23 durchzuführen. Um 6:47 Uhr Ortszeit meldete er seine Position über Ahmedabad. Um 6:50 Uhr erklärte er, aus dem Reiseflug in den Anflug überzugehen. Dies war der letzte Funkspruch, den die Flugsicherung in Ahmedabad empfing.
Die Besatzung bat weder um Landeerlaubnis, noch meldete sie, den allgemeinen Standards entsprechend, nach jeweils 1000 gesunkenen Fuß (ca. 305 Meter) ihre Flugposition. Die Fluggeschwindigkeit der Maschine betrug 160 Knoten, was leicht über der vorgeschriebenen Geschwindigkeit lag und der Kapitän hätte die Maschine, solange er die Landebahn nicht in Sicht hatte, nicht unter die Mindestflughöhe von 500 Fuß (ca. 150 Meter) absinken lassen sollen. Die Aufnahmen der Gespräche der Piloten auf dem Cockpit Voice Recorder gaben später Aufschluss darüber, dass beide Piloten zu diesem Zeitpunkt darauf fokussiert waren, die Landebahn zu erblicken. In ihrer Sorge, die Landebahn zu erblicken, waren die Piloten abgelenkt von ihrer Aufgabe, auf die Flughöhe zu achten. Anstatt sich auf seine Anzeigen zu konzentrieren, hielt der Kapitän gemeinsam mit dem Ersten Offizier Ausschau nach der Landebahn, wobei beide die Anzeigen des Höhenmessers missachteten.
Um 06:53 Uhr streifte die Maschine Bäume und einen Hochspannungsmast und ging an den Außengrenzen des Dorfes Chiloda Kotarpur zu Boden. Die Absturzstelle befand sich 2540 Meter von der Landebahnschwelle von Bahn 23 des Flughafens Ahmedabad entfernt. Bei dem Unfall kamen zunächst 130 Menschen ums Leben, während 5 Verletzte geborgen werden konnten. Von diesen starben kurz darauf drei Personen, womit sich die Opferzahl auf 133 erhöhte.

## Landebedingungen am Flughafen Ahmedabad
Aufgrund der besonderen Umstände auf dem Flughafen Ahmedabad waren zuvor verschiedene NOTAM veröffentlicht worden. Diese betrafen das Nichtvorhandensein eines Anflugfeuers und einen Gleitpfad außerhalb des Instrumentenlandesystems, weshalb beim Anflug der Kurssender von elementarer Bedeutung war. Damit standen immer noch die VASI-Befeuerung, das Drehfunkfeuer, das Distance Measuring Equipment und der Kurssender zur Verfügung, womit eine Landung selbst bei Sichtweiten von 1600 Metern möglich gewesen wäre.
Die Flughafenbehörde äußerte, dass es für eine Landung auf dem Flughafen Ahmedabad zwingend erforderlich wäre, dass ein Pilot die Landebahn aus 500 Fuß Höhe sieht. Sollte er die Landebahn nicht sehen, sollte ein Pilot seine Maschine auch nicht unter 500 Fuß sinken lassen. Der Umstand, dass die Maschine 2,6 Kilometer vor der Landebahn ins Gelände geflogen wurde, spreche dabei dafür, dass der Pilot sie nicht im Blick hatte.
Die Flughafenbehörde gab ferner bekannt, dass das Drehfunkfeuer zum Zeitpunkt des Unfalls funktionsfähig gewesen sei. Das ließe sich daran festmachen, dass die Piloten Kurven fliegen konnten, die am Drehfunkfeuer ausgerichtet waren. Auch der Kurssender habe funktioniert, da sich die Unfallstelle in einer Linie zur Mittellinie der Landebahn befunden habe. Die Daten aus den Flugschreibern lassen darauf schließen, dass die Piloten sich nicht versicherten, dass sie das DME und die VASI-Befeuerung im Blick haben. Da ihre Höhenmesser korrekte Werte anzeigten, müssen sie diese entweder ignoriert haben oder das Bewusstsein für die tatsächliche Flughöhe verloren haben.
Es wurde ebenfalls festgestellt, dass das Flughafenpersonal in Ahmedabad keine Daten über die Runway Visual Range erhob, obwohl es dazu ohne viel Aufwand in der Lage gewesen wäre und dies eigentlich auch zu den Aufgaben der Bediensteten gehört hätte. Entsprechend fehlten anfliegenden Piloten Daten, die ihnen eine Vorstellung dafür gegeben hätten, ab wann sie eine Sichtung der Landebahn hätten erwarten dürfen.

## Abschlussbericht
Im Abschlussbericht wurde die Ursache des Unfalls auf Fehlurteile der beiden Piloten zurückgeführt, welche in Zusammenhang mit schlechten Sichtverhältnissen fielen, die der Besatzung nicht mitgeteilt wurden.
Nach Erhalt des Berichts berief die indische Regierung einen Ausschuss ein, der den Bericht in Zusammenarbeit mit dem National Transportation Safety Board aus den USA noch einmal evaluieren sollte. Die indische Regierung erkannte den Bericht nach der Implementierung eines Änderungswunsches an. Das Fazit des Abschlussberichtes lautete damit:
„Die Unfallursache ist ein Fehlurteil des verantwortlichen Piloten sowie des Copiloten aufgrund einer Nichteinhaltung der festgelegten Anflugverfahren bei schlechten Sichtbedingungen.“